# Sydir Kovpak
Sydir Artemovytch Kovpak (en ukrainien : Сидір Артемович Ковпак ; en russe : Сидор Артемьевич Ковпак, Sidor Artеmievitch Kovpak), né le 7 juin 1887 et décédé le 11 décembre 1967 est un militaire soviétique. Pendant la Seconde Guerre mondiale, il était un chef des partisans soviétiques en Ukraine.

## Biographie
Kovpak naît dans une famille de paysans pauvres à Kotelva, village ukrainien du gouvernement de Kharkov. À l'occasion de son service militaire pendant la Première Guerre mondiale, il est décoré de deux Croix de Saint-George remises par le tsar Nicolas II. Après la révolution russe de 1917, il adhère au Parti communiste russe (bolchevik) et combat dans des unités de partisans de l'Armée rouge contre les forces allemandes ainsi que contre l'Armée blanche de Denikine. Il fait partie de la légendaire division de cavalerie de Vassili Tchapaïev. Dans l'entre-deux-guerres, il est chef de l'administration locale de la ville de Poutyvl, dans l'oblast de Soumy. Au cours des Grandes Purges de Staline, Kovpak échappe de justesse à une arrestation : prévenu par le chef local du NKVD, il quitte la ville et passe un mois caché dans une ferme dans la forêt.
Après l'invasion allemande de l'Ukraine soviétique, des unités de partisans conduits par Sydir Kovpak mènent la guérilla contre les forces de l'Axe dans leurs bastions des régions de Soumy et de Briansk et par la suite profondément en territoire occupé par l'Allemagne nazie, y compris à Kiev, Jytomyr, Rivne, Homiel, Volynie, etc. Ces partisans luttent également contre l'Armée insurrectionnelle ukrainienne de Stepan Bandera. En 1944, les partisans dirigés par Kovpak multiplient les attaques contre les forces ennemies à travers tout l'ouest de l'Ukraine, le Bélarus et la Roumanie. Ils atteignent même les régions frontalières de la Roumanie au cours d'un raid célèbre dans les Carpates, au cours duquel ils infligent de lourdes pertes aux Allemands.
Kovpak devient un expert de la guérilla et une légende vivante en Union soviétique. Au cours de l'été 1943, les Allemands réussissent à traquer et tuer son adjoint Semion Roudnev, qui est remplacé par Piotr Verchigora. Ce dernier deviendra écrivain et consacrera ses livres à la résistance clandestine légendaire de Kovpak.
Sydir Kovpak est décoré à deux reprises du titre de héros de l'Union soviétique et promu en 1943 au grade de lieutenant-général. Après la Grande guerre patriotique, Sydir Kovpak occupe des postes-clés au sein de la direction de l'Ukraine soviétique. En avril 1967, Kovpak rejoint le Præsidium du Soviet suprême. Aux seizième et dix-neuvième et vingt et unième et vingt-troisième congrès du Parti communiste de l'Union soviétique, il a été élu au comité central. Kovpak était un adjoint à la deuxième et septième soviets suprêmes de l'URSS.

## Distinctions
Empire russe :
- Croix de Saint Georges

Union soviétique :
- Deux fois héros de l'Union soviétique : les 18 mai 1942[2] et 4 janvier 1944[3].
- Quatre fois l'ordre de Lénine.
- Ordre du Drapeau rouge.
- Ordre de Souvorov (première classe).
- Ordre de Bogdan Khmelnitski (première classe).